# Corrent de les Guaianes
A mesura que el Corrent Nord de Brasil (NBC) flueix cap al nord a la costa nord-est d'Amèrica del Sud, arriba a la Guaiana Francesa, on part d'ella se separa de la costa i retroflecteix per unir-se al Corrent Nord Equatorial. La resta de la NBC continua fluint cap al nord per formar el corrent de la Guaiana.

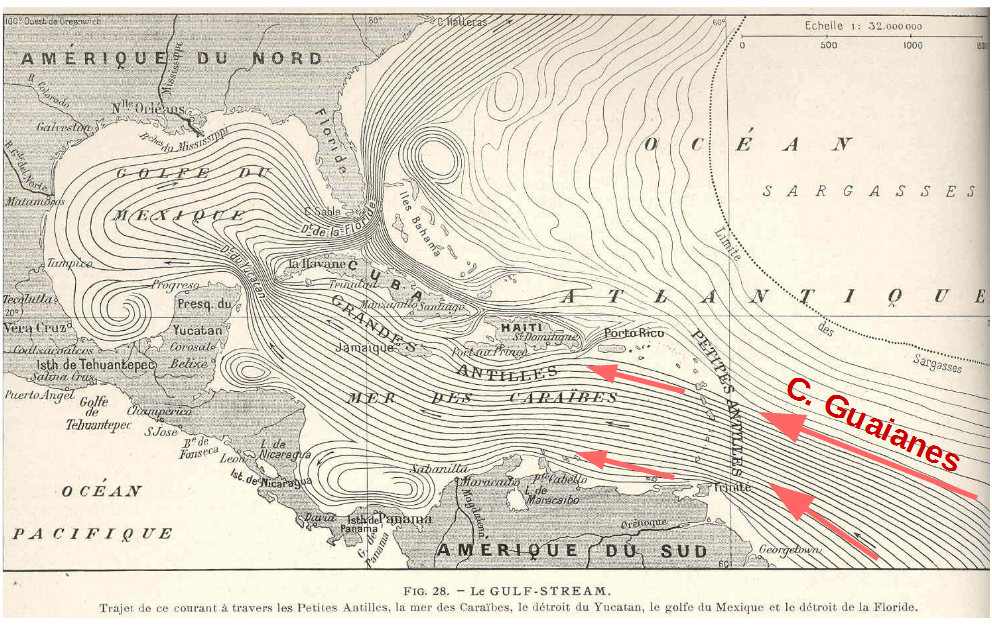
Destacat del recorregut i dimensió del Corrent de les Guaianes, antigament anomenada Corrent del Nord de Brasil. Aquest corrent entra al Mar Carib i acaba en el Golf de Mèxic. El mapa pertany a una publicació de 1913.

L'aigua superficial del Corrent de Guaiana entra al Carib principalment entre les Illes de Barlovent i entre Granada i el continent sud-americà
Es dedueix de les observacions fetes per Pillsbury (1889, 1890) que el 70% del volum total d'aigua transportada al Mar Carib prové del corrent de Guaiana
La suma de cabals del NBC i el Corrent de Guyana al llarg de la costa té un valor relativament constant de 10 Sv.